# Scutellastra kermadecensis
Scutellastra kermadecensis is een slakkensoort uit de familie van de Patellidae. De wetenschappelijke naam van de soort is voor het eerst geldig gepubliceerd in 1894 door Pilsbry.